# Trichosalpinx pergrata
Trichosalpinx pergrata är en orkidéart som först beskrevs av Oakes Ames, och fick sitt nu gällande namn av Carlyle August Luer. Trichosalpinx pergrata ingår i släktet Trichosalpinx och familjen orkidéer. Inga underarter finns listade i Catalogue of Life.